# Грибов, Борис Георгиевич
Бори́с Гео́ргиевич Гри́бов (7 апреля 1935, Москва — 5 декабря 2021) — советский и российский химик, специалист в области создания специальных материалов для электронной техники, доктор химических наук (1975), профессор (1976), член-корреспондент АН СССР (1984), директор НИИ особочистых материалов (Москва).

## Биография
Выпускник химического факультета МГУ 1958 года. В 1963 г. защитил кандидатскую диссертацию, а в 1975 г. — докторскую диссертацию «Термическое разложение металлоорганических соединений и их применение в электронике».
Профессор кафедры специальных материалов микроэлектроники Московского института электронной техники в 1976-1979 годы.
В 1958-1964 годах младший научный сотрудник филиала Института химической физики Академии наук СССР.
В 1964-1987 годах младший научный сотрудник, начальник отдела, заместитель директора по производству, директор (1981-1987) НИИ материаловедения и завода «Элма», с 1987 по 1991 год — генеральный директор НПО «Элма». Затем - советник генерального директора АО «НИИМЭ».
Член-корреспондент АН СССР (1984), член-корреспондент РАН (1991) по Отделению нанотехнологий и информационных технологий.
Кавалер ордена Октябрьской Революции (1986) и ордена «Знак Почёта» (1981). Лауреат Государственной премии СССР (1976) и премии Совета Министров СССР (1988).
Скончался 5 декабря 2021 года. Похоронен на Центральном Зеленоградском кладбище (участок 19а).